# Empoasca dubovskyi
Empoasca dubovskyi är en insektsart som beskrevs av Irena Dworakowska 1974. Empoasca dubovskyi ingår i släktet Empoasca och familjen dvärgstritar. Inga underarter finns listade i Catalogue of Life.